# Odontoloxozus pachycericola
Odontoloxozus pachycericola är en tvåvingeart som beskrevs av Mangan och Baldwin 1986. Odontoloxozus pachycericola ingår i släktet Odontoloxozus och familjen Neriidae. Inga underarter finns listade i Catalogue of Life.